# Kamienica Adolfa Witta przy ul. Emilii Plater 9/11 w Warszawie
Kamienica Adolfa Witta przy ul. Emilii Plater 9/11 – zabytkowa kamienica znajdująca się przy ul. Emilii Plater 9/11 w Warszawie. Najstarszy relikt zabudowy przemysłowej Śródmieścia Południowego.

## Historia
Kamienica stanowi jeden z nielicznych zespołów będących świadectwem funkcjonowania średniej wielkości przemysłu w tej części Warszawy.
Na początku lat 90. XIX wieku rodzina Wittów zakupiła działkę przy ulicy Leopoldyny (obecnie – Emilii Plater), na której wybudowała nowy zakład produkcyjny oraz kamienicę. W 1890 została uruchomiona produkcja w zespole pofabrycznym. Fabryka działała do 1939 pod nazwą „Adolf Witt i syn – Fabryka Aparatów Laboratoryjnych, Armatur i Odlewnia”.
W zakładzie wyrabiano armaturę łazienkową, piece kąpielowe, kotły parowe i dla zakładów przemysłowych, wanny, piece kapelowe miedziane, naczynia kuchenne, specjalistyczne urządzenia dla szpitali, np. aparaty do sterylizacji.
Firma była znana w Imperium Rosyjskim i w Europie. Wyroby zakładu wielokrotnie nagradzano, m.in. w 1905 przez Warszawskie Towarzystwo Hygieniczne wyrazami uznania za „wyroby w zakresie zdrowotności” czy w 1927 złotym medalem Ministerstwo Przemysłu i Handlu za przyrządy sterylizacyjne i destylacyjne.
Oba obiekty przetrwały II wojnę światową w stanie nienaruszonym, a w rękach rodziny pozostawały do lat 60. XX wieku, kiedy właścicieli wywłaszczono. Potomkowie Wittów odzyskali nieruchomość w 2005 na podstawie decyzji reprywatyzacyjnej z 2003. W kamienicy zameldowanych było wówczas 11 osób.
W sierpniu 2019, na wniosek stowarzyszenia Miasto Jest Nasze, wojewódzki konserwator zabytków Jakub Lewicki wpisał budynek do rejestru zabytków ze względu na „niezmienioną formę architektoniczną. Wartość naukowa budynku wynika jego z warstwy materialnej, m.in. technologii wykonania, użytych materiałów budowlanych i ich opracowania, jak również rozwiązań technicznych, charakterystycznych dla zabudowy przemysłowej, tj. cegły licowej, stropów typu Kleina, układu funkcjonalno-przestrzennego wraz z lokalizacją przewodów kominowych. Budynek stanowi nie tylko doskonały przykład śródmiejskiej zabudowy przemysłowej, ale również związku formy architektonicznej z budowaniem marki Zakładu Aparatów Miedzianych i Odlewni „Adolf Witt i syn””.
We wnętrzach nakręcono ponad 50 filmów, m.in. „Pianistę” Romana Polańskiego.

## Styl
Kamienica składa się z budynku głównego, postawionego ok. 1891, o powierzchni ok. 370 m². Jest on połączony z oficyną kamienicy frontowej z ok. 1904. Prostopadle po stronie południowo-wschodniej ustawione jest mniejsze skrzydło oraz mały budynek na tyłach budynku głównego. Zespół pofabryczny znajduje się w głębi posesji. Budynek główny usytuowany jest pośrodku działki, fasadą zwrócony na wschód, z elewacją północną biegnącą wzdłuż granicy posesji, częściowo stykającą się z zabudowaniami posesji sąsiedniej.
Kamienica jest murowana z czerwonej, nietynkowanej cegły. Główna część jest piętrowa, kryta dwuspadowym dachem na planie wydłużonego prostokąta, dwutraktowa z bramą przejazdową na osi i klatką schodową po stronie południowej. Zachował się oryginalny komin w przekroju prostokątnym, z detalem architektonicznym oraz inicjałami A.W. Ściany działowe są murowane, w większości otynkowane. Więźba drewniana, krokwiowo-belkowa, dach kryty papą. Stropy piwnic ogniotrwałe, nad parterem odcinkowe stropy Kleina, nad piętrem stropy drewniane z trzcinową podsufitką. Pod częścią północną budynek jest podpiwniczony.
Elewacje podkreślone są niskim cokołem, skromnym gzymsem kordonowym i rozbudowanym gzymsem wieńczącym. Gzymsy ułożone są z cegły. Gzyms wieńczący ozdobiono fryzem arkadkowym. Okna podkreślone u dołu wąskimi gzymsikami podokiennymi, zwieńczone szerokimi opaskami ułożonymi z cegły. Opaską podkreślony jest łuk bramy przejazdowej.